# Mariano Falcinelli Antoniacci

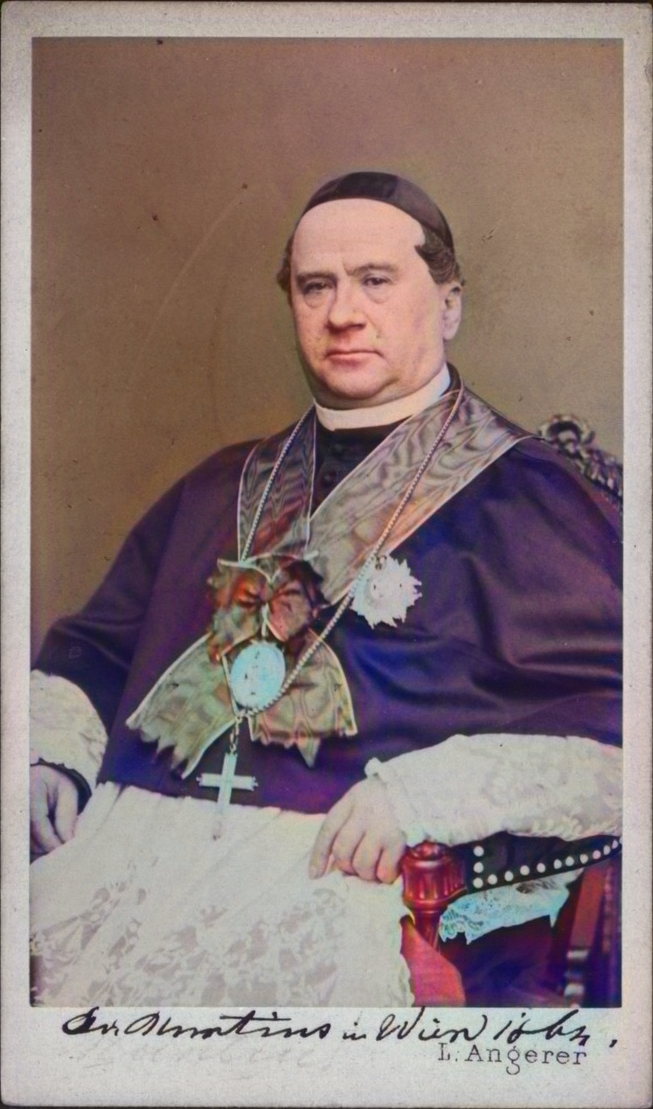
Erzbischof Mariano Falcinelli Antoniacci als Nuntius in Wien

Mariano Falcinelli Antoniacci OSBCas (* 16. November 1806 in Assisi; † 29. Mai 1874 in Rom) war ein italienischer römisch-katholischer Ordensgeistlicher, Bischof und Kardinal der Römischen Kirche.

## Leben

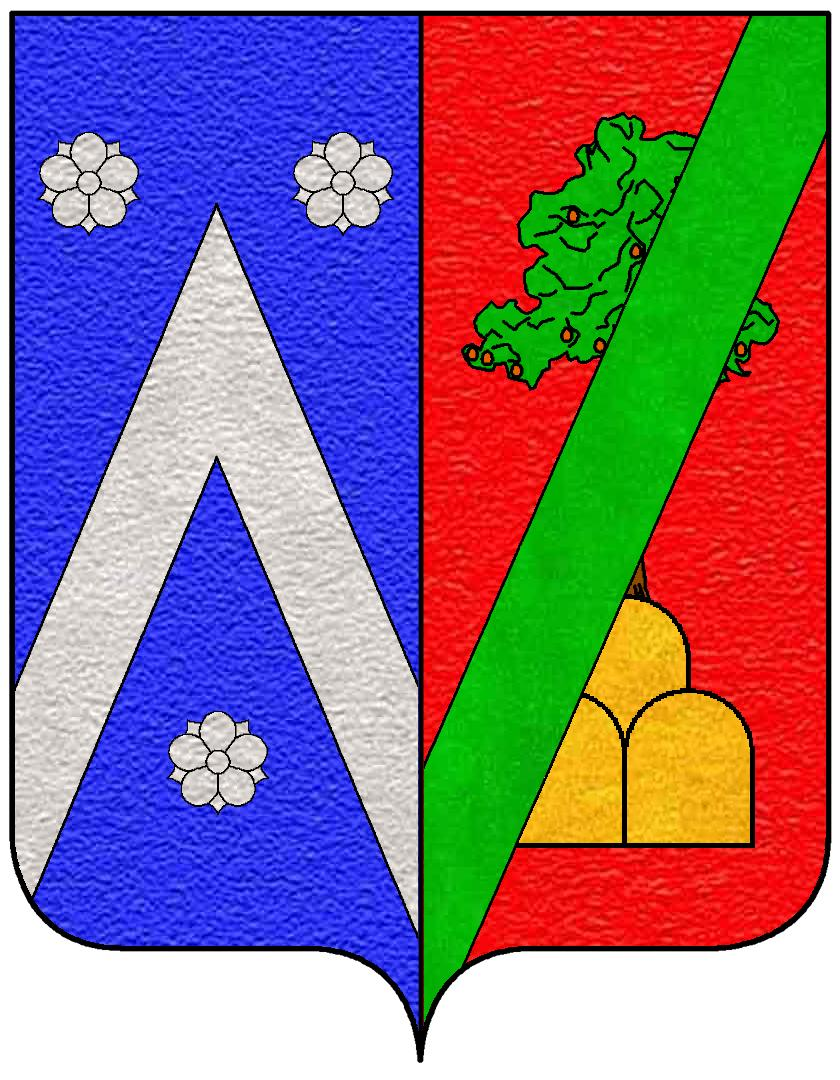
Familienwappen des Hauses Falcinelli Antoniacci

Mariano Falcinelli Antoniacci wurde als Lorenzo Baldassare Luigi Falcinelli Antoniacci in Assisi geboren. Er war der Sohn von Giovanni Battista Falcinelli Antoniacci und Aloisia Alessi, Mitgliedern einer italienischen Adelsfamilie. Im Alter von 18 Jahren trat er 1824 in die Benediktinerabtei San Pietro in seiner Heimatstadt ein und erhielt den Ordensnamen Mariano.
Nach seinem Umzug nach Rom legte er dort am 18. Dezember 1825 in der Gefreiten Abtei Sankt Paul vor den Mauern das Ordensgelübde ab. Danach begann er an der Universität Florenz ein Studium der Theologie, welches er am 26. Juni 1846 mit der Promotion in Theologie und Philosophie abschloss.
Falcinelli Antoniaccis Priesterweihe fand am 13. Juni 1829 in Rom statt. Im Jahr 1831 wurde er Professor für Theologie in der Abtei von Sankt Paul vor den Mauern, ehe er im Jahr 1834 die Leitung der Ausbildung der Novizen übernahm. Im Jahr 1840 übernahm er als Prior die Benediktinerabtei in Farfa, ehe er 1844 zum Vizekanzler seines Ordens gewählt wurde. Im Jahr 1846 wurde er Abt des Profess-Klosters von San Pietro in Assisi, 1850 sodann Abt-Ordinarius der Exemten Abtei von Sankt Paul vor den Mauern in Rom.
Am 7. März 1853 wurde er zum Bischof von Forlì ernannt. Die Bischofsweihe spendete ihm am 17. April 1853 Kardinal Gabriele della Genga Sermattei; Mitkonsekratoren waren Erzbischof Antonio Ligi Bussi OFMConv und Giuseppe Maria Castellani, der Päpstliche Sakristan. Am 21. Dezember 1857 erfolgte Falcinelli Antoniaccis Ernennung zum Titularerzbischof von Athenae, diesen Titel behielt er bis zur Gründung des römisch-katholischen Erzbistums Athen 1874.
Am 30. März 1858 wurde Bischof Falcinelli Antoniacci als Internuntius und Gesandter des Heiligen Stuhls nach Brasilien entsendet. Er blieb bis 1863 in Südamerika, ehe er am 14. August 1863 als Nuntius nach Österreich-Ungarn gesandt wurde. Hier blieb er elf Jahre lang, bis 1874. Kurz vor seiner Abreise aus Wien wurde er mit dem k.u. Sankt Stephans-Orden ausgezeichnet.
Am 22. Dezember 1873 nahm Papst Pius IX. Mariano Falcinelli Antoniacci als Kardinalpriester der Titelkirche San Marcello in das Kardinalskollegium auf. Ob er am 4. Mai 1874, wie berichtet wird, den Kardinalsring und den Galero überreicht bekam, darüber gehen die Aufzeichnungen auseinander. Jedenfalls starb Falcinelli Antoniacci noch in demselben Monat im Alter von 67 Jahren.
Nachdem er für kurze Zeit auf dem Friedhof Campo Verano im römischen Stadtbezirk Nomentano – San Lorenzo beigesetzt wurde, wurden seine sterblichen Überreste nach Assisi auf den dortigen Friedhof überführt.